# Rue Pierre-Dupont (Paris)
Pour les articles homonymes, voir Rue Pierre-Dupont.
La rue Pierre-Dupont est une voie du 10e arrondissement de Paris, en France.

## Situation et accès
La rue Pierre Dupont est une voie publique située dans le 10e arrondissement de Paris. Elle débute au 14, rue Eugène-Varlin et se termine au 11, rue Alexandre-Parodi.

## Origine du nom

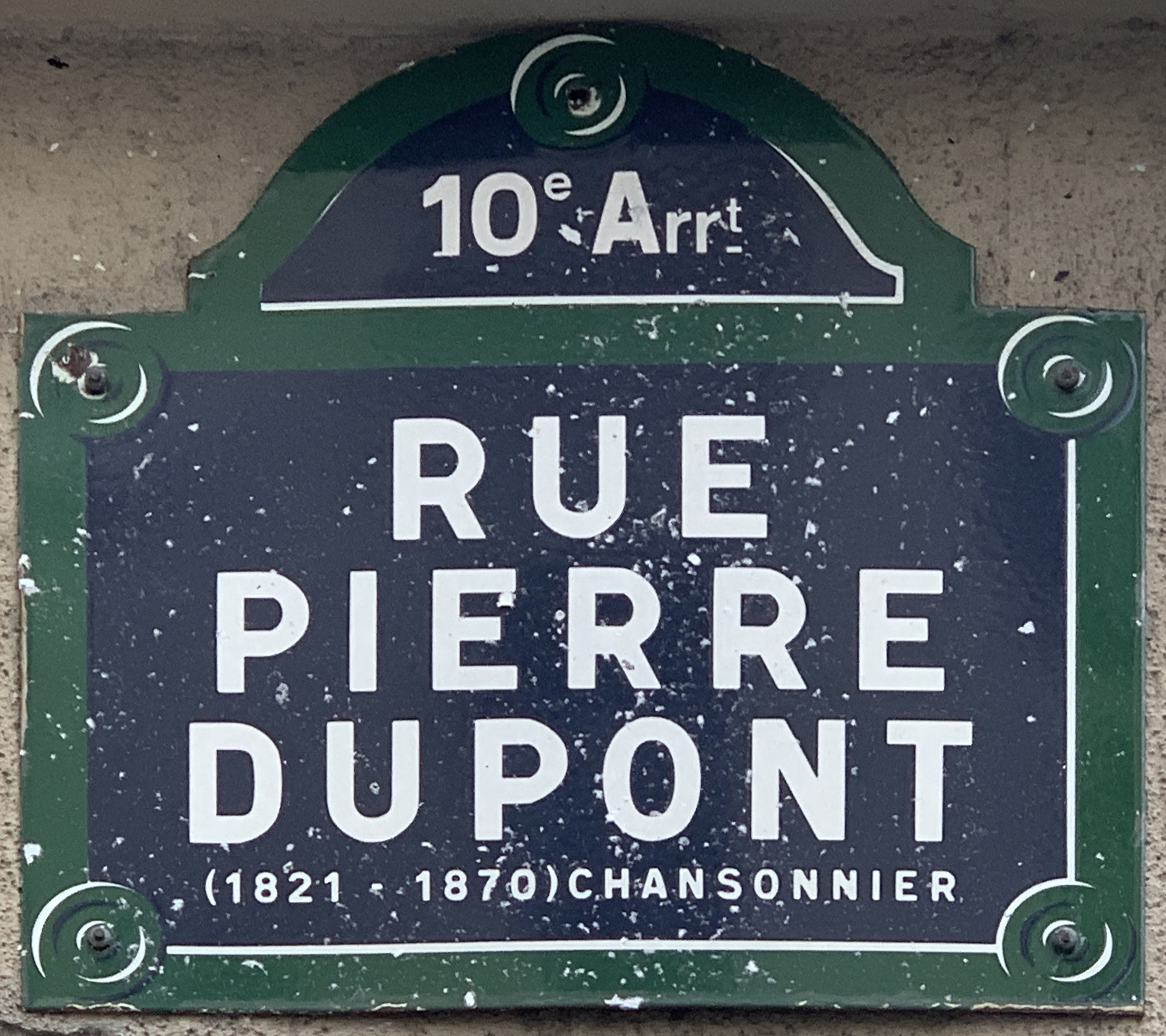
Plaque de la rue.

Elle porte le nom du chansonnier français Pierre Dupont (1821-1870).

## Historique
Vers 1830, M. Alexandre Delessert fit ouvrir sur ses terrains deux rues de chacune 12 mètres de largeur. Ce propriétaire n'ayant pas exécuté les conditions imposées par l'administration municipale, les deux percements ont été fermés par des grilles.
Ils ont porté jusqu'en 1842 le nom de « passages Delessert », date à laquelle ils ont pris le nom de « passages Feuillet » avant que l'une des voies ne devienne la « rue Wissembourg », puis « rue Pierre-Dupont », en 1892, et l'autre reprenne le nom de « passage Delessert ».
Le 30 janvier 1918, durant la Première Guerre mondiale, le no 7 rue Pierre-Dupont est touché lors d'un raid effectué par des avions allemands.